# Abstemio

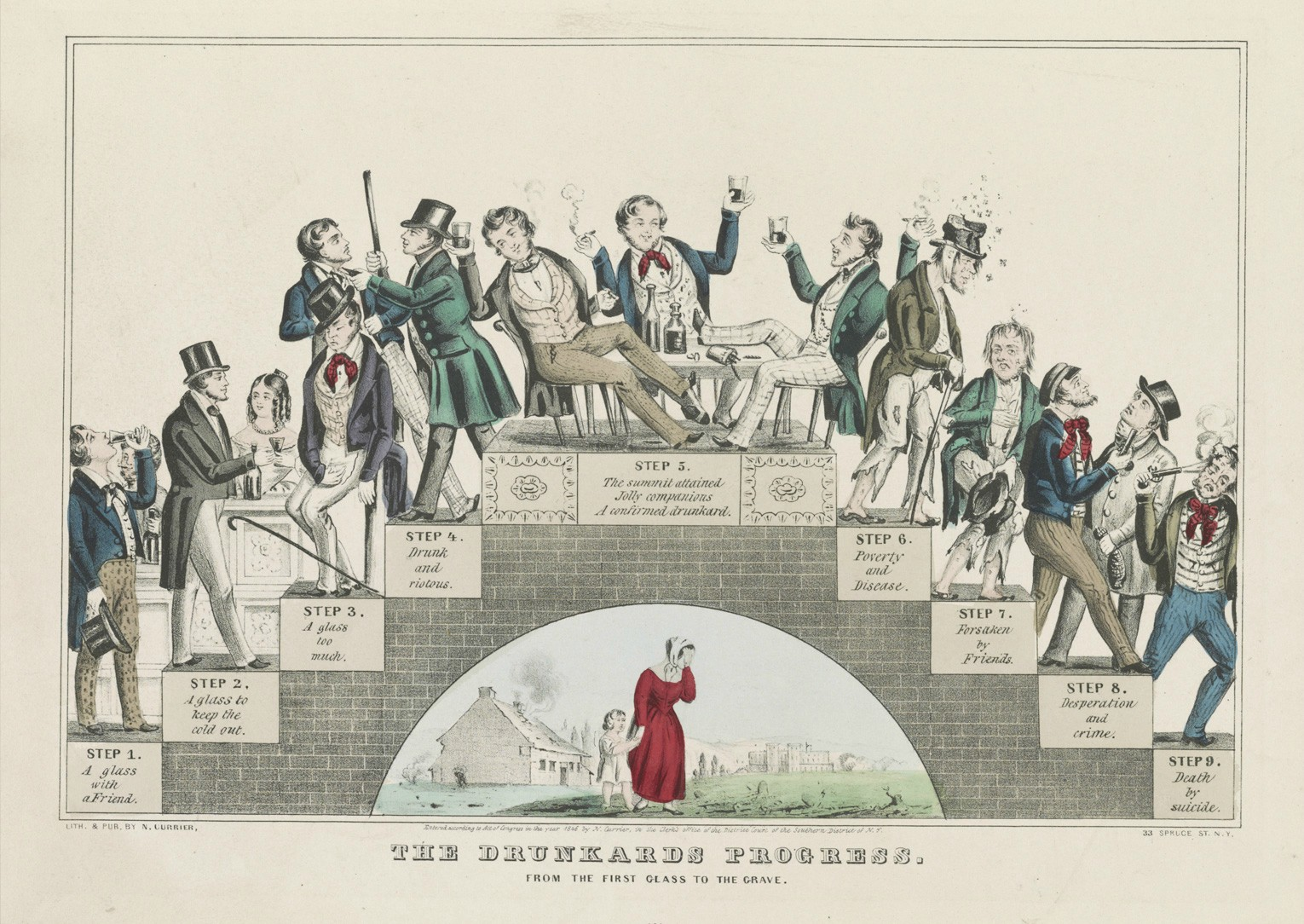
Una imagen de Nathaniel Currier que muestra los riesgos del alcohol

Porcentaje de la población que nunca ha probado el alcohol, por países.

Una persona abstemia es aquella que practica la abstinencia, es decir, que no bebe ningún tipo de bebida alcohólica, bien sea porque nunca la ha probado, porque le disgusta su sabor amargo, porque es consciente del daño que produce su consumo o porque renunció a ello. Muchos tampoco promueven ni se dedican a la producción de líquidos alcohólicos.

## Motivación
Entre las razones por las que optar por la abstinencia pueden encontrarse razones psicológicas, religiosas, de salud, médicas, familiares, filosóficas, sociales, alcoholismo en el pasado o, a veces, es simplemente una cuestión de gusto o preferencia. En los establecimientos de bebidas, los abstemios eligen entre varias alternativas como cervezas sin alcohol, cócteles vírgenes (mocktails), zumos, refrescos, té helado, o tónica, entre otras opciones.

## Religión

### Cristianismo
El santo Alfonso María de Ligorio, siguiendo la opinión de Suárez, enseña que tal irregularidad es de ley divina; y que, por tanto, el papa no puede dispensarlo. La dispensa significa eximir a una persona determinada de una norma canónica, solo puede ser realizada por el papa.
El término también puede ser aplicado a las personas a quienes no les gusta el vino, a pesar de que puedan tomar una pequeña cantidad.
A pesar de que esto no constituye una irregularidad, se necesita una orden papal para poder otorgar la eucarística en estos casos. De esta manera se evita el uso del vino para la purificación del cáliz y la ablución de los dedos del sacerdote al final de una Misa Tridentina. Para los que creen que la Iglesia tiene el poder de dispensar, es decir de eximir a ciertas personas de una norma canónica en un caso en particular, el uso del vino forma parte de la ley canónica. En enero de 1665 un decreto de la Congregación para la Evangelización de los Pueblos concedió una dispensa a misioneros de China, por causa de la escasez de vino; diversos fallos similares se encuentran en la colección de los decretos de la Sagrada Congregación de Ritos .
Los herejes han declarado ocasionalmente la abstención del consumo de vino. Era uno de los principios del Gnosticismo en el siglo II. Tatian, el fundador de la secta conocida como el Encratismo, prohibió el uso del vino, y sus partidarios rechazaron hacer uso de él incluso en la Eucaristía; en su lugar utilizaban agua. Estos herejes, mencionados por el santo Ireneo de León, son conocidos como Acuarios y Encratitas.
El Maniqueísmo siguió unos cuantos años más mientras profesaban la más grande aversión al vino, al que consideraban una de las fuentes de pecado. San Agustín, en su libro contra herejías, dice de ellos: Vinum no bibunt, dicentes esse fel principum tenebrarum — "No beben ningún vino, porque dicen que es la hiel del príncipe de la oscuridad." Para celebrar la misa utilizaban agua en lugar de vino.
En tiempos más recientes han aparecido otros tipos de abstemios, afirman que el uso de estimulantes es esencialmente un pecado y alegan que el vino utilizado por Cristo y sus discípulos en la La Última Cena no era fermentado. Consiguientemente comulgan con el  "zumo de la uva".
A comienzos de la Reforma, una de las quejas que se alegaron contra la Iglesia era que no dejaba al fiel de comulgar bajo ambas clases. "Disculpamos a la Iglesia", así que comienza la Confesión de Augsburgo, "la cual ha padecido la injusticia de recibir, no siendo capaz de tener ambos; pero no disculpamos a los autores de esta injusticia, quiénes mantienen que es correcto prohibir la administración del Sacramento completo." Un decreto del Sínodo de Poitiers, en 1560, dice: "El Pan de la cena del Señor será administrado a quienes no puedan beber el vino, con la condición de que declararán que no se abstienen por desprecio." Otros sínodos protestantes no aceptan que personas incapaces de tomar el vino sean aceptados a la mesa del Señor, excepto con la condición de que ellos al menos toquen con sus labios la copa que contiene el vino; Pierre Jurieu, sacerdote protestante,afirma el principio acerca de que Cristo ha fundado la esencia de la eucaristía en las dos especies (el pan y el vino). Sostuvo que un abstemio no recibe el Sacramento, porque consta de dos partes, y estaría recibiendo solo una. Surgió entre los protestantes una gran controversia acerca de este punto. Bossuet sostuvo que la comunión de ambas cosas (pan y vino) no podía ser de obligación divina, desde entonces muchos serían privados del Sacramento a causa de una debilidad natural.

### Islam
En el islam, el alcohol se considera jamr (خمر), es decir 'intoxicante'. En el Qur'an se menciona particularmente en varias partes:

Te preguntan sobre el vino y el juego de azar. Di: En ambas cosas hay mucho daño para los hombres y algún beneficio, pero el daño es mayor que el beneficio. Y te preguntan qué deben gastar. Di: Lo superfluo. Así os aclara Allah los signos ¡Ojalá reflexionéis!
Qur'an 2:219

¡Oh, creyentes! No hagan la oración si están bajo el efecto de embriagantes [o narcóticos] hasta que sepan lo que están diciendo. Tampoco [hagan la oración] si están impuros hasta que se hayan bañado, excepto quien solo necesite pasar por la mezquita. Pero si se encuentran enfermos o de viaje, o si han hecho sus necesidades o han tenido relación sexual con su mujer y no encuentran agua [para la ablución], busquen tierra limpia y pásensela por el rostro y las manos. Dios es Remisorio, Absolvedor.
Qur'an 4:43

¡Oh, creyentes! los intoxicantes, juegos de azar, [sacrificar en] altares de piedra [a otro que no sea Alá], y flechas adivinatorias no son más que contaminación de la obra de Satanás, así que evítenlo
Qur'an 5:90

Los musulmanes alevíes de Turquía permiten el alcohol, a diferencia de muchas otras denominaciones. Los musulmanes ismaelitas también son conocidos por desalentar, en lugar de prohibir, el alcohol. Las sectas Zaydi y Mu'tazili creen que el consumo de alcohol siempre ha sido prohibido y se refieren al Corán Ayah (4:43) como sensación de somnolencia y no estar despierto.